# Гайдайчук, Иван Арсентьевич
Иван Арсентьевич Гайдайчук (1922 год, село Череповая — 1975 год, Иркутская область) — бригадир тракторной бригады Шемонаихинской МТС Восточно-Казахстанской области, Казахская ССР. Герой Социалистического Труда (1957).

## Биография
Родился в 1922 году в крестьянской семье в селе Череповая. В 1940 году вместе с семьёй переехал в село Кабаново Шемонаихинского района. Женат, трое детей. Работал прицепщимком в колхозе «Рассвет» Шемонаихинского района. В 1941 году окончил школу механизаторов. С сентября 1941 года участвовал в Великой Отечественной войне. Сражался на Северном Кавказе. Получив ранение, находился на излечении в госпитале. После выздоровление служил автомобилистом. Закончил войну в Берлине. После демобилизации возвратился в Казахстан, где трудился механизатором совхоза «Новая жизнь», позднее — бригадиром тракторной бригады Шемонаихинской МТС Восточно-Казахстанской области.
В 1956 году бригада Ивана Гайдайчука обработала более 1500 гектаров пахотной земли. В этом же году было получено в среднем по 24,5 центнера зерновых с каждого гектара, в том числе по 24 центнера пшеницы с каждого шектара на участке площадью 844 гектаров. Указом Президиума Верховного Совета СССР от 11 января 1957 года за особо выдающиеся успехи, достигнутые в работе по освоению целинных и залежных земель, и получение высокого урожая удостоен звания Героя Социалистического Труда с вручением ордена Ленина и золотой медали «Серп и Молот».
Избирался депутатов Восточно-Казахстанского областного совета народных депутатов.
Позднее трудился бригадиром комплексной бригады, трактористом сельхозартели «Новая жизнь», бригадиром второго совхоза «Краснопартизанский».
В 1970 году переехал в Иркутскую область, где скончался в 1975 году.